# Миронюк Іван Святославович
| Народився        | 5 січня 1969 р.                       |
| Країна           | Україна                               |
| Діяльність       | науковець                             |
| Alma mater       | Ужгородський державний університет    |
| Галузь           | медицина                              |
| Заклад           | Ужгородський національний університет |
| Вчене звання     | Професор                              |
| Науковий ступінь | Доктор медичних наук                  |

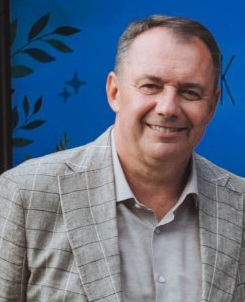
Миронюк Іван

Миронюк Іван Святославович – український вчений в галузі медицини,  доктор медичних  наук, професор, проректор з наукової роботи ДВНЗ «Ужгородський національний університет».

## Життєпис
Миронюк Іван Святославович народився 5 січня 1969 року в м. Ужгород Закарпатської області.
У 1995 році з відзнакою закінчив медичний факультет (лікувальна справа) – спеціаліст (лікар)  Ужгородського державного університету.
2002–2008 рр. – асистент кафедри пульмонології з курсами фтизіатрії, інфекційних хвороб і дерматовенерології факультету післядипломної освіти і кафедри дерматовенерології, з курсом «Проблем ВІЛ-інфекції» медичного факультету Ужгородського національного університету.
2002–2017 рр. – головний лікар Закарпатського обласного центру з профілактики та боротьби із СНІДом.
У 2008 році захистив кандидатську дисертацію  на тему «Реабілітаційно-відновлювальна терапія хворих на псоріаз з урахуванням співвідношення показників якості життя пацієнтів». Отримав вчене звання кандидата медичних наук (14.01.20 – шкірні і венеричні хвороби).
2009–2016 – доцент кафедри пульмонології з курсами фтизіатрії, інфекційних хвороб і дерматовенерології факультету післядипломної освіти. 
У 2015 році присвоєно вчене звання доцента кафедри пульмонології, фтизіатрії та фізіотерапії.
У 2016 році захистив докторську дисертацію на тему: «Медико-соціальне обґрунтування міжсекторальної системи організації протидії розвитку епідемії ВІЛ-інфекції серед трудових мігрантів (на прикладі Закарпатської області)» і здобув науковий ступінь доктора медичних наук (14.02.03 – соціальна медицина).
2016 –2017 рр. – завідувач кафедри громадського здоров’я УжНУ.
У 2018 році в Ужгородському національному університеті здобув другу вищу освіту (менеджмент) – магістр з управління інноваційною діяльністю.
У 2021 році присвоєно вчене звання професора кафедри наук про здоров’я. 
2017–2022 рр. – декан факультету здоров’я та фізичного виховання ДВНЗ «Ужгородський національний університет». Професор кафедри наук про здоров’я ДВНЗ «УжНУ».
З вересня 2022 р. – проректор з наукової роботи Ужгородського національного університету.

## Наукова діяльність
Коло наукових зацікавлень: менеджмент охорони здоров’я, організація систем охорони здоров’я, громадське здоров’я. 
У доробку вченого понад 260 наукових публікацій, 2 монографії, 3 навчальних посібники, 4 довідкових видань.
Є членом редакційних колегій  наукових фахових видань України з медицини:
головний редактор науково-практичного журналу «Україна. Здоров’я нації»,
член редколегії науково-практичного журналу «Вісник соціальної гігієни та організації охорони здоров’я України».
Під його науковим керівництвом захищено 5 кандидатських дисертацій.

## Відзнаки
Подяка Міністерства освіти і науки України (2020).

## Праці

### Монографії
1. Scientific basis of modern medicine : collective monograph / I. Rusnak, Yu. Kotsyubynska, K. Zhivchenko – etc. – International Science Group. – Boston : Primedia eLaunch,   2020. – 240 р. URL : https://dspace.uzhnu.edu.ua/jspui/handle/lib/30199[3]
2. Current issues of health care and physical rehabilitation : collective monograph / G. O. Slabkiy, V. Yo. Bilak-Lukianchuk, V. V. Brych, D. V. Danko, A.-M. M. Pishkovtsi, A. O. Keretsman, O. V. Zhdanova, I. S. Myronyuk, A. P. Spivak, K. S. Barannik. – Lviv-Toruń : Liha-Pres, 2019. – 184 p. URL : https://dspace.uzhnu.edu.ua/jspui/handle/lib/31064[4]

### Підручники
1. Основи харчування : підручник / М. І. Кручаниця, І. С. Миронюк, Н. В. Розумикова, В. В. Кручаниця, В. В. Брич, В. П. Кіш. – Ужгород : Говерла, 2019. – 252 с. URL : https://dspace.uzhnu.edu.ua/jspui/handle/lib/27230[5]

### Навчальні посібники
1. Миронюк І. С. Застосування моделі поліпшення якості надання послуг у закладах охорони здоров’я (на прикладі поліпшення континууму послуг для ВІЛ-інфікованих дорослих та підлітків) : навч. посіб. / І. С. Миронюк, О. М. Новічкова. – Київ : Друкарський двір Олега Федорова, 2017. – 156 с. URL : https://dspace.uzhnu.edu.ua/jspui/handle/lib/16492[6]
2. Упровадження інтегрованих послуг для осіб із наркотичною залежністю в закладах охорони здоров’я : практ. посіб. / Л. В. Власенко, С. В. Дворяк, І. С. Миронюк та ін. ; упоряд. К. В. Думчев. – Київ : К.І.С., 2011. – 124 с. URL :  https://dspace.uzhnu.edu.ua/jspui/handle/lib/15244[7]

### Довідкові видання
1. Терміни в системі громадського здоров’я : термінолог. слов. Ч. 1. / авт. кол. : Слабкий Г. О., Миронюк І. С., Маркович В. П. та ін. ; МОН України, ДВНЗ “Ужгор. нац. ун-”. – Ужгород : ТОВ «РІК-У», 2020. – 187 с. URL : https://dspace.uzhnu.edu.ua/jspui/handle/lib/28863[8]
2. Терміни в системі громадського здоров’я: термінологічний словник. Ч. 2. / авт. кол. : Слабкий Г. О., Миронюк І. С., Брич В. В. та ін. ; МОН України, ДВНЗ “Ужгор. нац. ун-”. – Ужгород : ТОВ «РІК-У», 2020. – 211 с. URL : https://dspace.uzhnu.edu.ua/jspui/handle/lib/29287[9]
3. Терміни в системі громадського здоров’я: термінологічний словник. Ч. 3. / авт. кол. : Слабкий Г. О., Миронюк І. С., Брич В. В. та ін. ; МОН України, ДВНЗ “Ужгор. нац. ун-”. – Ужгород : ТОВ «РІК-У». – 87 с. URL : https://dspace.uzhnu.edu.ua/jspui/handle/lib/29635[10]
4. Кишеньковий довідник сімейного лікаря / І. В. Чопей, П. О. Колесник, М. В. Ростока-Резнікова, С. О. Рудакова і др. ; уклад. : М. І. Товт-Коршинська, І. С. Миронюк, Н. О. Колесник, І. І. Пацкань ; М-во освіти і науки України, Ужгор. нац. ун-т, Ф-т післядиплом. освіти, Каф. терапії та сімейної медицини. – 2-ге вид., доповн. – Ужгород : Ліра, 2007. – 336 с.  URL : https://dspace.uzhnu.edu.ua/jspui/handle/lib/6987[11]